# Beursplanning
Een beursplanning is het basisdocument voor een beursorganisator om een handelsbeurs te organiseren. Een handelsbeurs wordt georganiseerd in een beursgebouw en heeft de volgende betrokken partijen: beursorganisatie, exposanten, bezoekers, toeleveranciers, brancheorganisaties en overheid. Een beursplanning dient als leidraad voor de betrokken partijen en bestaat uit een beursplan en een operationeel projectplan.

## Beursplan
Een beursplan is het basisdocument voor een beursorganisator om een handelsbeurs te organiseren. In het beursplan wordt het idee voor een nieuwe beurs beschreven. Het beursplan is op de lange termijn gericht en vormt de basis voor het organiseren van een beurs. Het beursplan heeft drie functies: het bepalen van de langetermijndoelstelling voor de onderneming, het bepalen van het beleid voor de organisatie van de beurs en het fungeren als intern en extern communicatiemiddel. De drie functies worden opgedeeld in 3 stappen: analyse, strategie en beleid.

### Analyse
De analyse bestaat uit een externe analyse en een interne analyse. In de externe analyse worden kansen en bedreigingen van de beurs inzichtelijk gemaakt. In de interne analyse worden de sterkten en zwakten van de beurs inzichtelijk gemaakt. De kansen, bedreigingen, sterkten en zwakten worden geïntegreerd met een sterkte-zwakteanalyse.
De externe analyse van het beursplan bestaat uit branche- en consumentenontwikkelingen, concurrentieontwikkelingen en macro-economische ontwikkelingen. Branche- en consumentenontwikkelingen bestaan uit trends in de branche waar de beurs zich op richt. Concurrentieontwikkelingen bestaan uit ontwikkelingen op drie niveaus: concurrentie met beurzen uit de eigen onderneming, concurrentie met beurzen op regionaal, nationaal of internationaal niveau en concurrentie met andere media. Macro-economische ontwikkelingen bestaan uit ontwikkelingen in markten waarop bezoekers en exposanten actief zijn.
De interne analyse van het beursplan bestaat uit de beschrijving van de huidige situatie en strategie van de beurs. Onderdelen van de interne analyse zijn de financiële mogelijkheden van de beurs, de positie van de beurs in het beursportfolio van de onderneming, de positie van de beurs in het perspectief van de bezoeker en exposant, de interne organisatie en de capaciteiten.

### Strategie
De strategie bepaalt wat de beursorganisator met de beurs wil bereiken voor een bepaalde doelgroep. De strategie bestaat uit doelstellingen,  doelgroep, positionering en begroting. 
De doelstelling heeft vier functies en wordt geformuleerd volgens het SMART-principe. Beslissingsfunctie, controlefunctie, coördinatiefunctie en motivatiefunctie zijn functies van de doelstelling. De doelstelling wordt geformuleerd voor de bezoekersdoelgroep en de exposantendoelgroep en moet kwalitatief en kwantitatief zijn. 
De doelgroep is een afgebakende groep mensen waarop het beleid van de beurs wordt afgestemd. De doelgroep van een beurs bestaat uit de exposantendoelgroep en de bezoekersdoelgroep. Door de doelgroep te bepalen neemt de beurs een positie in ten opzichte van de concurrent. 
De positionering is de positie die de beurs inneemt in de ogen van de doelgroep ten opzichte van de concurrent. 
De begroting bestaat uit de verwachte kosten en opbrengsten van de beurs. Kosten van de beurs bestaan uit locatiekosten, inrichtingskosten, facilitaire kosten, kosten aan derden, kosten van exposantenwerving, kosten van bezoekersvering, overheadkosten en onvoorziene kosten. Opbrengsten van de beurs bestaan uit opbrengsten uit exposanten, opbrengsten uit bezoekers, facilitaire opbrengsten, opbrengsten uit advertising en fondsenwerving en overige opbrengsten.

### Beleid
Het beleid van de beurs geeft aan hoe de doelstellingen worden behaald en hoe de doelgroepen worden bereikt. Het beleid van de beurs bestaat uit productbeleid, ruimtebeleid, prijsbeleid, communicatiebeleid, organisatiebeleid en registratie- en onderzoeksbeleid. 
In het productbeleid van de beurs worden inhoudelijke aspecten van de beurs beschreven. Het productbeleid wordt afgestemd op de doelstelling en de doelgroep van de beurs en bestaat uit het type beurs, de redactionele invulling, activiteiten op de beurs, amusement op de beurs, frequentie van de beurs en het tijdstip en datum van de beurs.
In het ruimtebeleid van de beurs worden infrastructurele aspecten van de beurs beschreven. Het ruimtebeleid bestaat uit de locatie van de beurs, de grootte van de beurs, de duur en openingstijden, plattegronden van de beursvloer en facilitaire voorzieningen. 
Het prijsbeleid van de beurs bestaat uit twee delen. De prijs voor de bezoeker en de prijs voor de exposant. Het prijsbeleid is afgestemd op de prijzen die bezoekers en exposanten aan de beursorganisator betalen. Het prijsbeleid bestaat uit kosten voor de exposant per vierkante meter, kortingen voor bepaalde exposanten, facilitaire kosten voor bezoekers en exposanten en de toegangsprijs voor bezoekers.
Het communicatiebeleid van de beurs bestaat uit de communicatiemiddelen die worden ingezet om te communiceren met de doelgroepen. Het communicatiebeleid bestaat uit communicatiedoelgroepen, communicatie-instrumenten en communicatieboodschap. De communicatiedoelgroepen bestaat uit bezoekers, exposanten, toeleveranciers en brancheorganisaties. Communicatie-instrumenten zijn reclame, persoonlijk contact, direct marketing, public relations, internet en free publicity. De communicatieboodschap wordt afgestemd op het aantrekken van exposanten en bezoekers.
Het organisatiebeleid van de beurs bestaat uit de interne en externe organisatie van de beurs. De interne organisatie bestaat uit het projectteam van de beursorganisator. Een projectteam bestaat uit een projectmanager, projectassistent, salesmanager, accountmanager, communicatiemanager en administrateur. De externe organisatie bestaat uit de locatie, standbouwer en overige toeleveranciers.
Het registratie- en onderzoeksbeleid van de beurs bestaat uit het onderzoek naar mening over de beurs van bezoekers en exposanten. Het registratie- en onderzoeksbeleid bestaat uit de registratie van de bezoekers en het enquêteren van de bezoekers en exposanten. De gegevens worden opgeslagen in een database.

## Operationeel projectplan
Het operationeel projectplan is de uitwerking van het beursplan en bestaat uit de uitwerking, openstelling en nazorg/evaluatie.

### Uitwerking
De uitwerking bestaat het de concretisering van de beleidsaspecten. De beleidsaspecten worden verwerkt in een draaiboek. Het draaiboek bestaat uit exposantenwerving, bezoekerswerving, overige communicatie, elektronische media, locatie en facilitaire voorzieningen en registratie en onderzoek.
Exposantenwerving wordt gestart met het versturen van een direct mail. Direct mail bestaat uit voormailing, hoofdmailing en follow-up aan non-respons. De tweede stap van exposantenwerving is telefonische verkoop. De derde stap van exposantenwerving is persoonlijk contact met potentiële exposanten.
Bezoekerswerving bestaat uit het uitnodigen van bezoekers voor de beurs. Het uitnodigen geschiedt via advertenties dagbladen en tijdschriften, reclamespots op radio en televisie, buitenreclame, folders, persoonlijke uitnodigingen, internet, persvoorlichting, PR-acties en de beurscatalogus.
Overige communicatie bestaat uit de communicatie met de overige communicatiedoelgroepen. Overige communicatiedoelgroep zijn toeleveranciers, locaties en overheid.
Elektronische media is de inschakeling van elektronische media van de beurs. De inschakeling van elektronische media bestaat uit de informatiefunctie, interactiefunctie, transactiefunctie en commerciële functie. De informatiefunctie dient als informatiebron op het internet voor bezoekers en exposanten. De interactiefunctie bestaat uit vraag- en antwoordmogelijkheden op het internet voor bezoekers en exposanten. De transactiefunctie bestaat uit het online zaken doen voor de bezoeker en de exposant. De exposant kan standruimte huren via het internet. De bezoeker kan het entreebewijskopen via het internet. De commerciële functie bestaat het de verkoop van advertentieruimte op de website van de beurs.
Locatie en facilitaire voorzieningen bestaan uit alle voorzieningen die betrekking hebben op de beurslocatie. Bekend moet zijn wat er moet gebeuren, wanneer het moet gebeuren en wie het uitvoert. Locatie en facilitaire voorzieningen zijn standplattegrond, plaatsing van informatiebalies, EHBO-kamer, organisatiekamer en perskamer, routing op de beursvloer, opbouw van de beurs, toiletten op de beursvloer, garderobe, parkeren, halschoonmaak, beveiliging, kaartverkoop, afbouw van de beurs en catering.
Registratie en onderzoek is de uitwerking van het registratie- en onderzoeksbeleid. De bezoekers en exposanten kunnen zich registreren via het internet of op de beurs. Hiervoor dienen aparte registratiebalies.

### Openstelling
De openstelling bestaat uit de uren dat de beurs is opengesteld voor bezoekers. De openstelling is de praktische uitvoering van de activiteiten uit het draaiboek. Tijdens de openstelling van de beurs zijn er een aantal aandachtspunten. Voor de exposanten is een aanspreekpunt op de beurs nodig om problemen snel op te lossen. Voor bezoekers is een goede ontvangst nodig om problemen bij de ingang te voorkomen. Voor de bezoekers is een informatiedesk nodig voor het snel afhandelen van problemen. De website van de beurs wordt tijdens de openstelling van de beurs geüpdatet. De organisatiekamer van de beurs is tijdens de openstelling van de beurs bemand.

### Nazorg/evaluatie
De nazorg richt zich op de bezoekers, de exposanten en de overige belanghebbenden van de beurs. Exposanten worden bedankt met een bedankbrief. De klachten van de exposanten worden afgehandeld. De bezoekersresultaten en het inschrijfformulier voor de volgende beurs worden opgestuurd. De klachten van de bezoekers worden afgehandeld. Informatie over de beurs wordt opgestuurd. De bezoeker wordt op de hoogte gehouden van een volgende editie van de beurs. Overige nazorg activiteiten zijn het actualiseren van de database met adresgegevens van bezoekers en exposanten. Het versturen van bezoekers- en exposantenresultaten naar de pers en het afhandelen van zaken met derden.
De evaluatie bestaat uit de nacalculatie van alle gemaakte kosten en opbrengsten, de evaluatie met het projectteam over de gang van zaken tijdens de voorbereiding en opstelling van de beurs, de verwerking van de onderzoeksgegevens en het verwerken van de informatie uit het evaluatietraject.